# Paratetrapedia globulosa
Paratetrapedia globulosa är en biart som först beskrevs av Heinrich Friese 1899.  Paratetrapedia globulosa ingår i släktet Paratetrapedia och familjen långtungebin. Inga underarter finns listade i Catalogue of Life.